# Gare d'Estrées-Saint-Denis
La gare d'Estrées-Saint-Denis est une gare ferroviaire française de la ligne de Rochy-Condé à Soissons, située sur la commune d'Estrées-Saint-Denis, dans le département de l'Oise, en région Hauts-de-France. 
C'est une gare de la Société nationale des chemins de fer français (SNCF) desservie par des trains TER Hauts-de-France.

## Situation ferroviaire
Établie à 73 mètres d'altitude, la gare d'Estrées-Saint-Denis est située : au point kilométrique (PK) 48,753 de la ligne de Rochy-Condé à Soissons, cette ligne étant partiellement déclassée, elle se trouve à l'origine d'un tronçon utilisé jusqu'à Compiègne via la gare de Remy (Oise) ; au PK 90,330 de la ligne d'Ormoy-Villers à Boves, cette ligne étant également partiellement déclassée, elle est l'origine d'une section utilisée jusqu'à Longueau, la gare suivante étant Wacquemoulin.

## Histoire
Estrées-Saint-Denis était autrefois au centre d'une étoile ferroviaire avec les lignes Ormoy-Villers - Boves et Rochy-Condé (Beauvais) - Soissons.
En 1891, un raccordement est construit vers la sucrerie de Francières, afin de faciliter l'expédition et la réception des marchandises. En 1899, 26 trains de voyageurs assuraient chaque jour le trafic des voyageurs dans 5 directions : Compiègne, Verberie, Saint-Just-en-Chaussée, Amiens et Clermont. 80 000 voyageurs et 90 000 tonnes de marchandises transitaient annuellement par la gare.
La gare était également tête de ligne de la compagnie de chemin de fer secondaire à voie métrique Estrées-Saint-Denis - Froissy - Crèvecœur-le-Grand qui reliait ces trois villes, via Saint-Just-en-Chaussée. Le trafic voyageurs de la ligne au départ d'Estrées-Saint-Denis cessa en 1948. 

La gare au tout début du XXe siècle
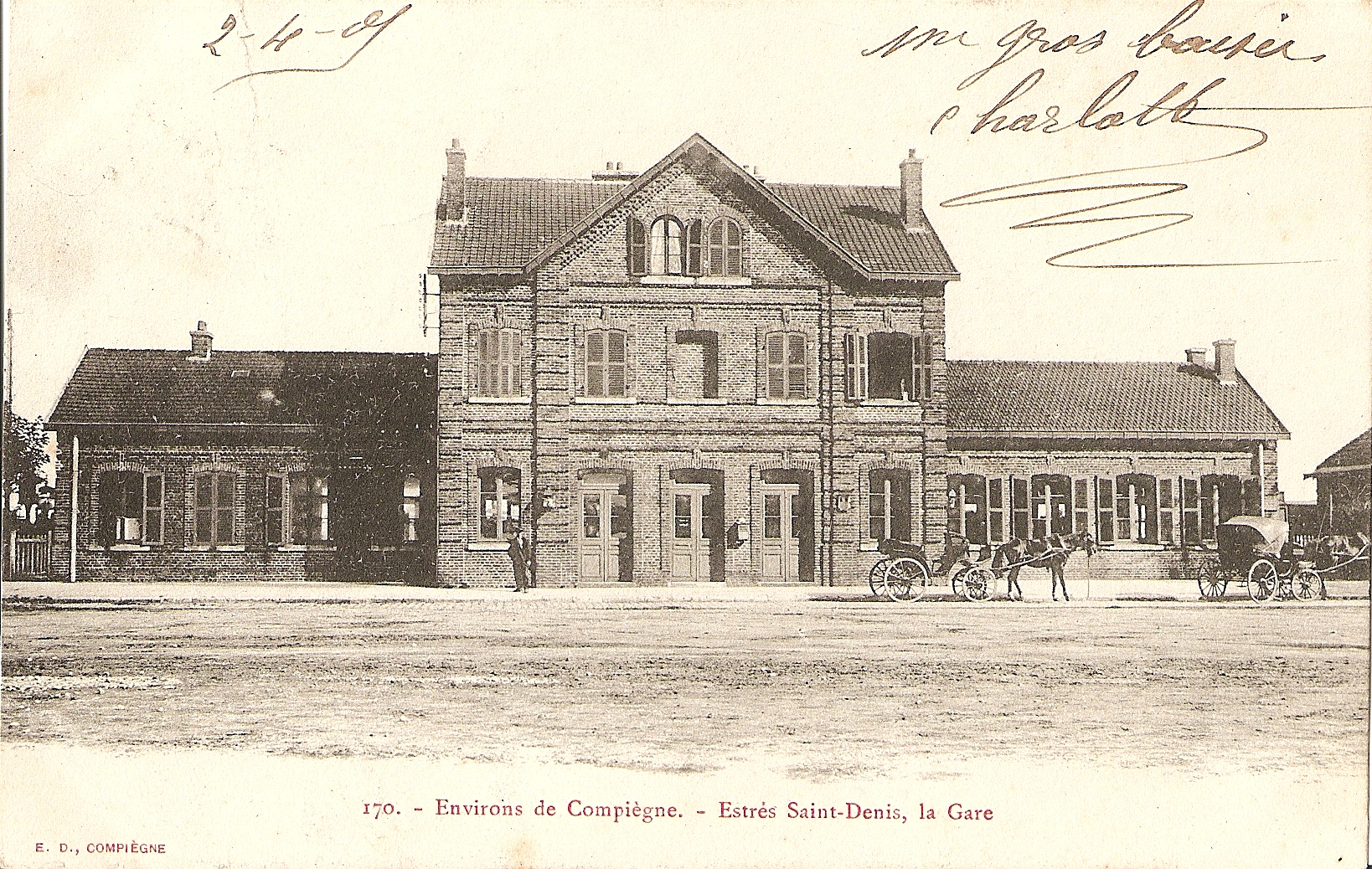
Le bâtiment voyageurs vers 1900.
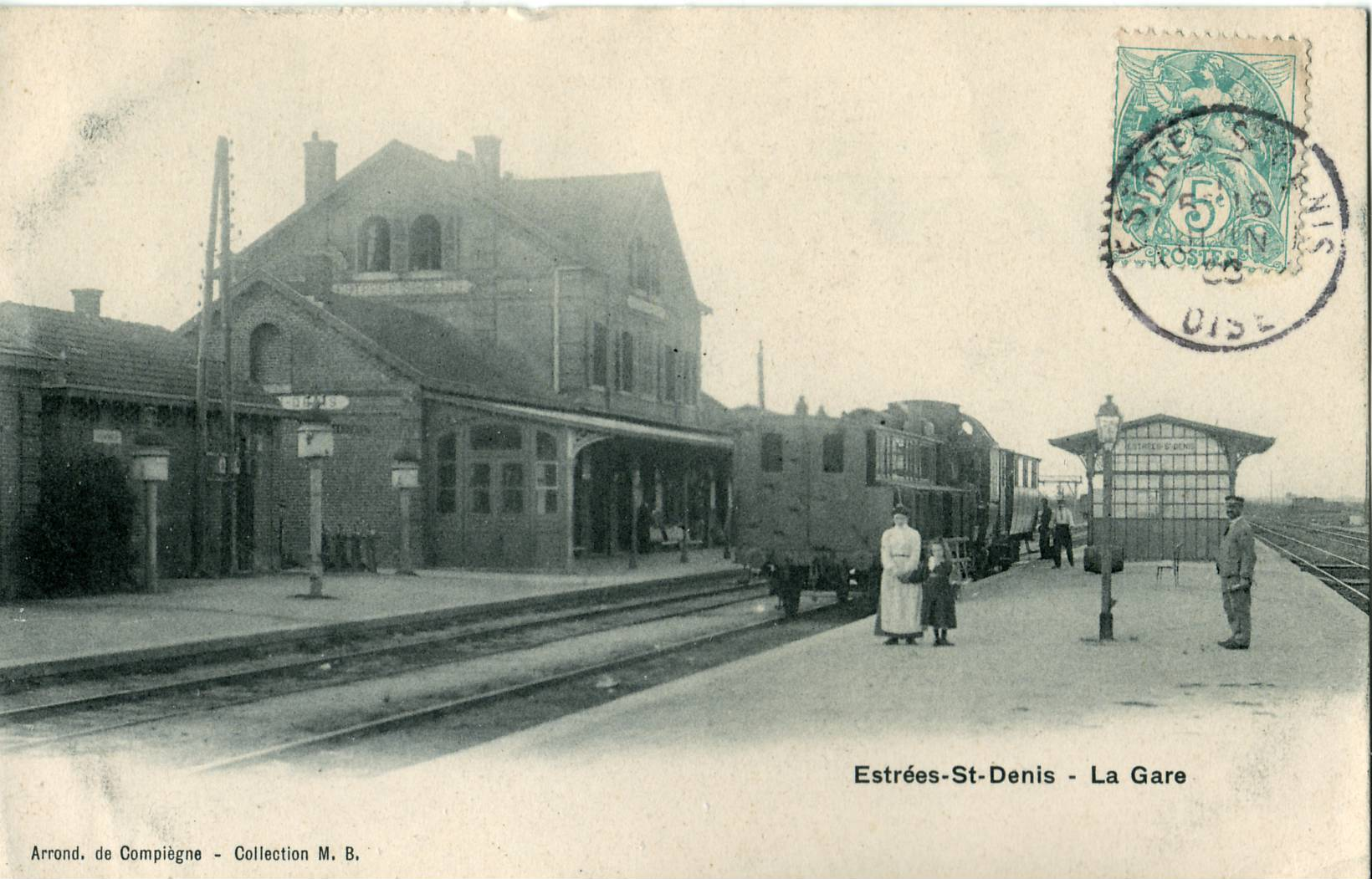
L'intérieur de la gare.
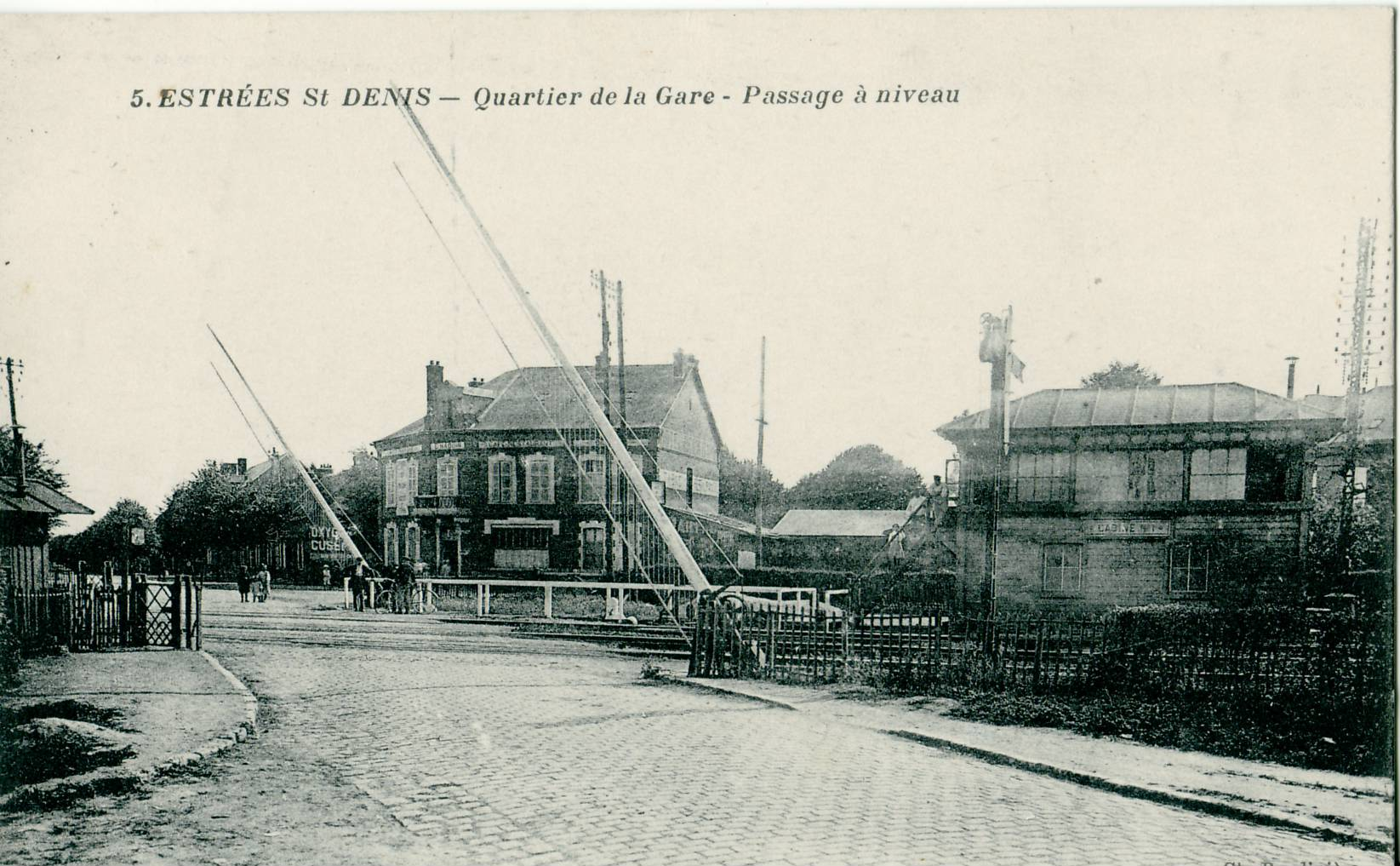
Le passage à niveau avant 1914.

La section de ligne vers Longueil-Sainte-Marie a été transformée en 2006 en piste pédestre.
La gare est restructurée durant l'été 2008 afin de simplifier son plan de voies et de la rendre accessible aux personnes handicapées.

## Service des voyageurs

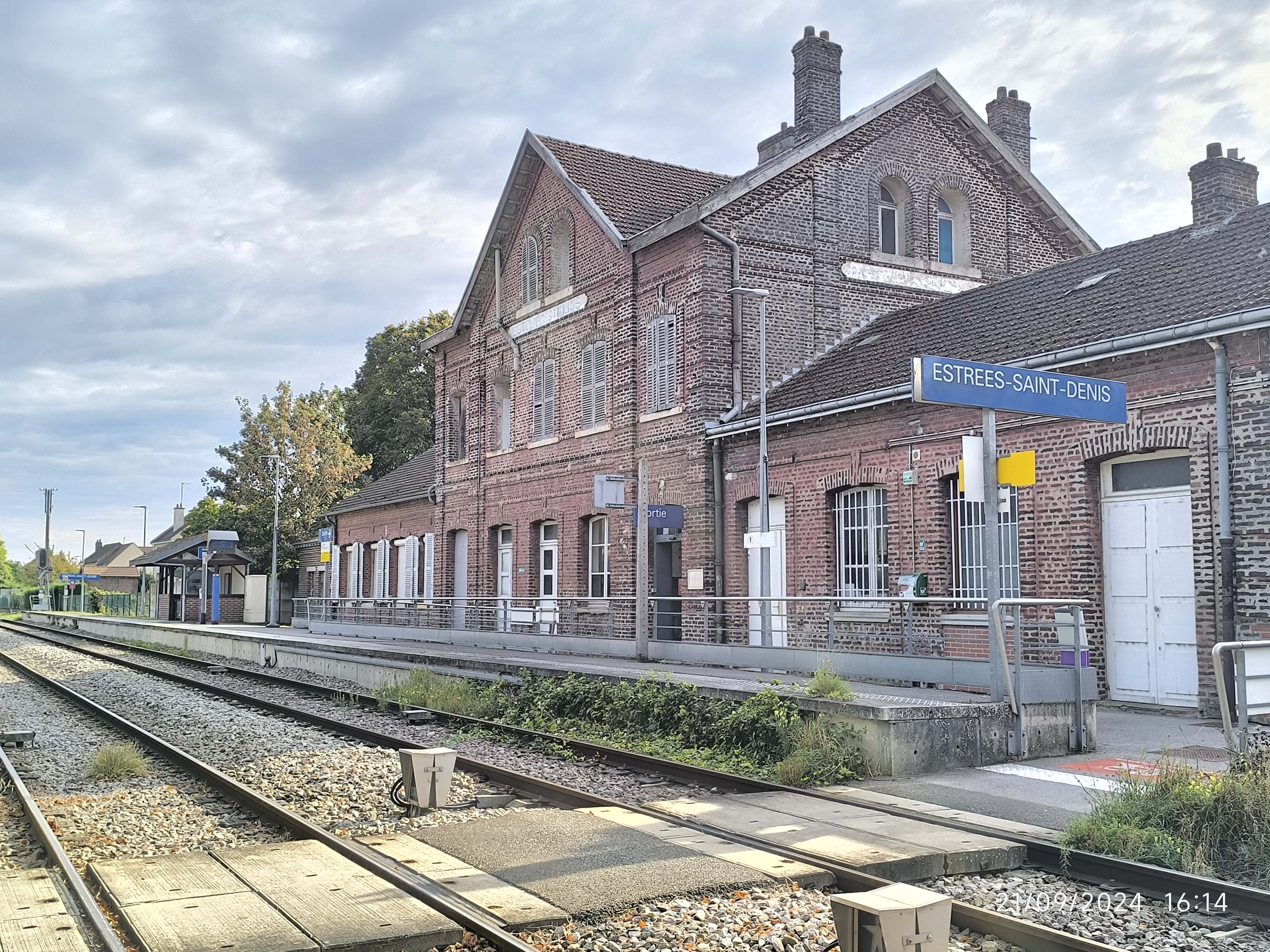
Le passage planchéié permettant d'accéder aux quais est accessible aux personnes à mobilité réduite.

### Accueil
Gare SNCF, elle dispose d'un bâtiment voyageurs, avec guichet, ouvert tous les jours. Elle est équipée d'automates pour l'achat de titres de transport. C'est une gare « Accès Plus » disposant d'aménagements, d'équipements et de services pour les personnes à la mobilité réduite.

### Desserte
Estrées-Saint-Denis est desservie par des trains TER Hauts-de-France, express ou omnibus, qui effectuent des missions entre les gares Amiens et de Compiègne. En 2009, la fréquentation de la gare était de 144 voyageurs par jour.

### Intermodalité
Un parking pour les véhicules y est aménagé. La gare est desservie par la ligne 659 du réseau interurbain de l'Oise et par le service Hoplà Le Bus mis en place par la communauté de communes de la Plaine d'Estrées.
Un abri à vélo sécurisé est implanté sur le côté de la gare.

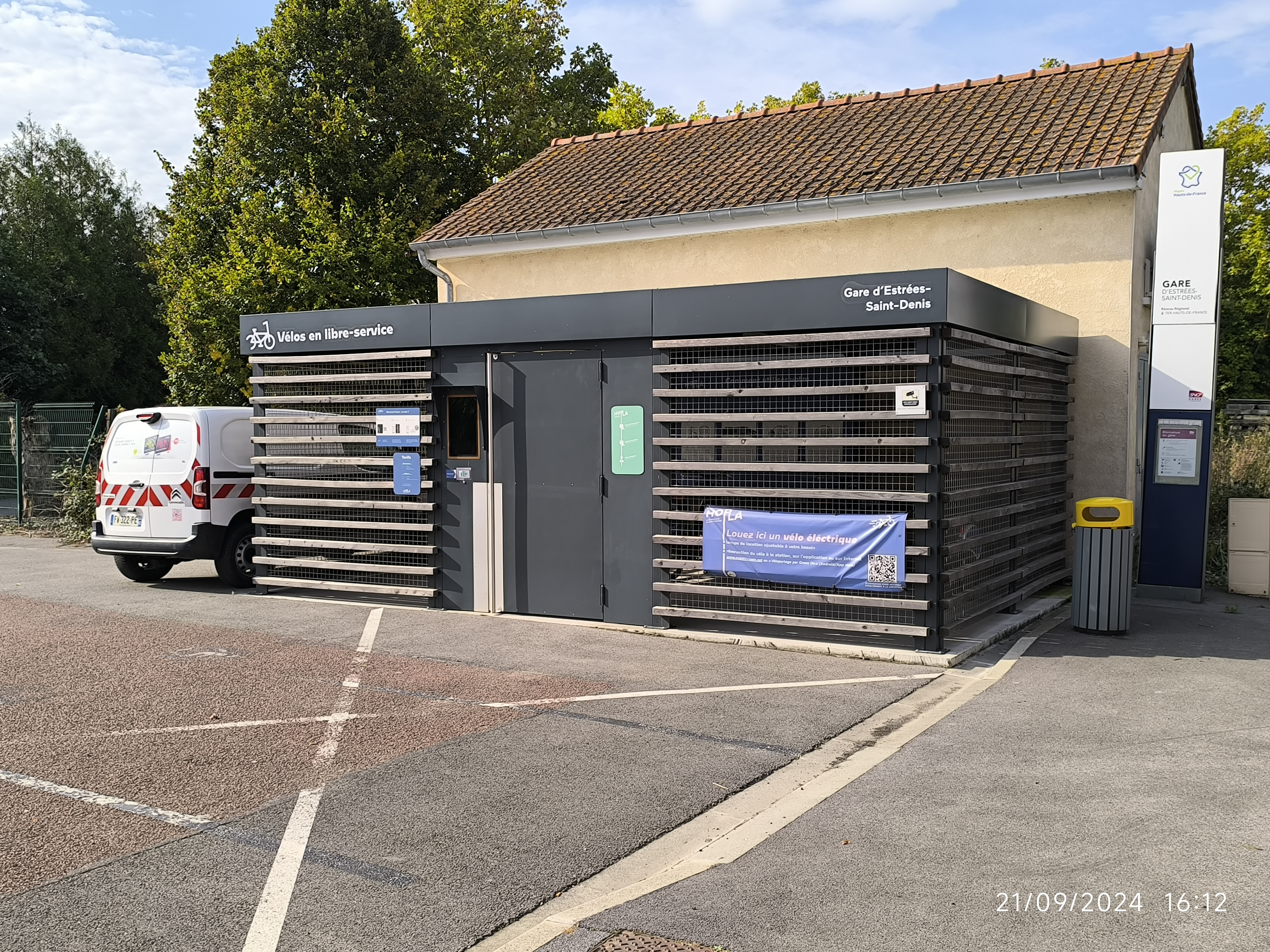
abri à vélos sécurisé.

## Galerie de photos

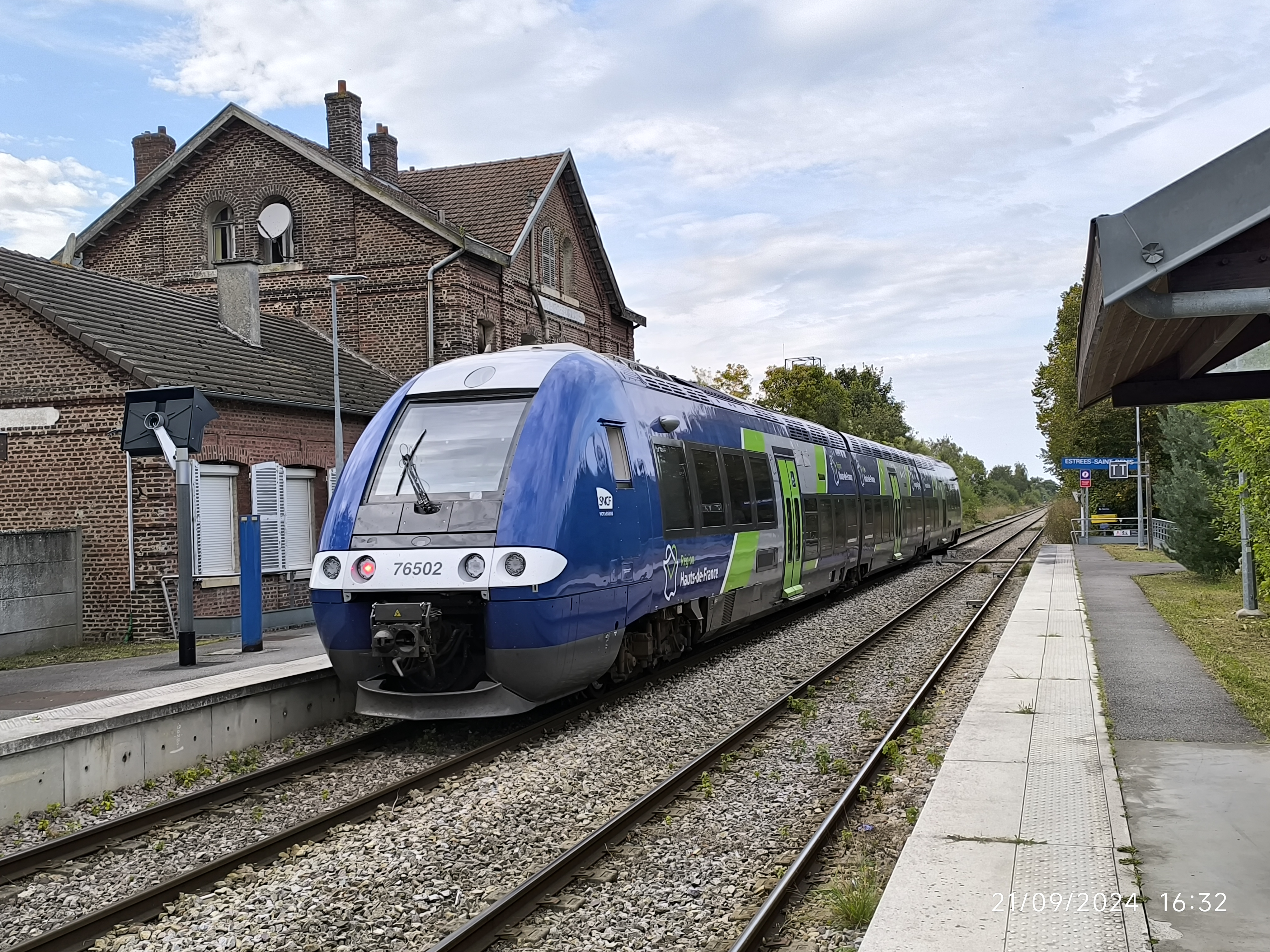
TER Compiègne - Amiens en livrée Hauts-de-France repartant de la gare.
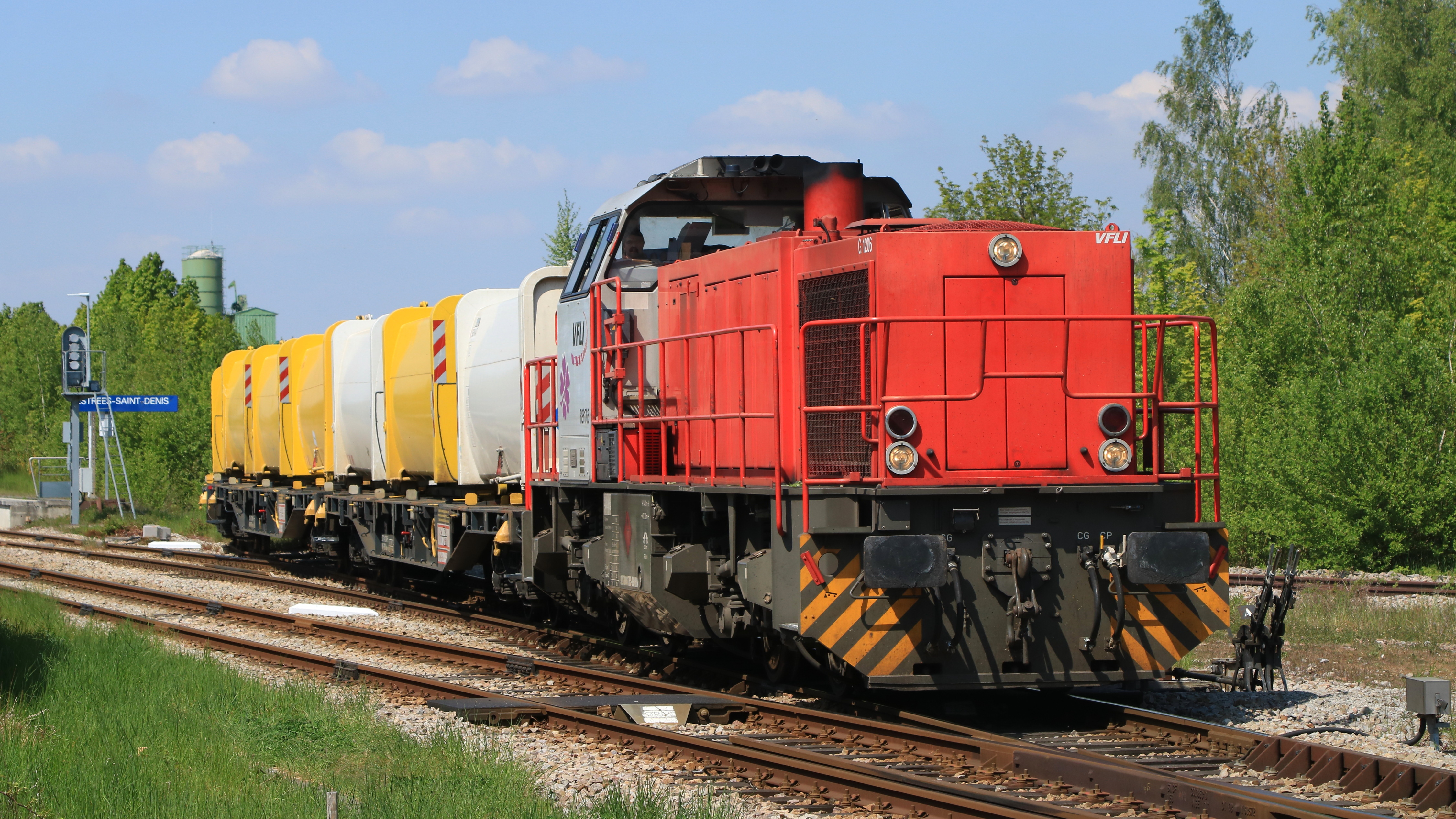
Manœuvre d'un train de marchandises au sud de la gare.
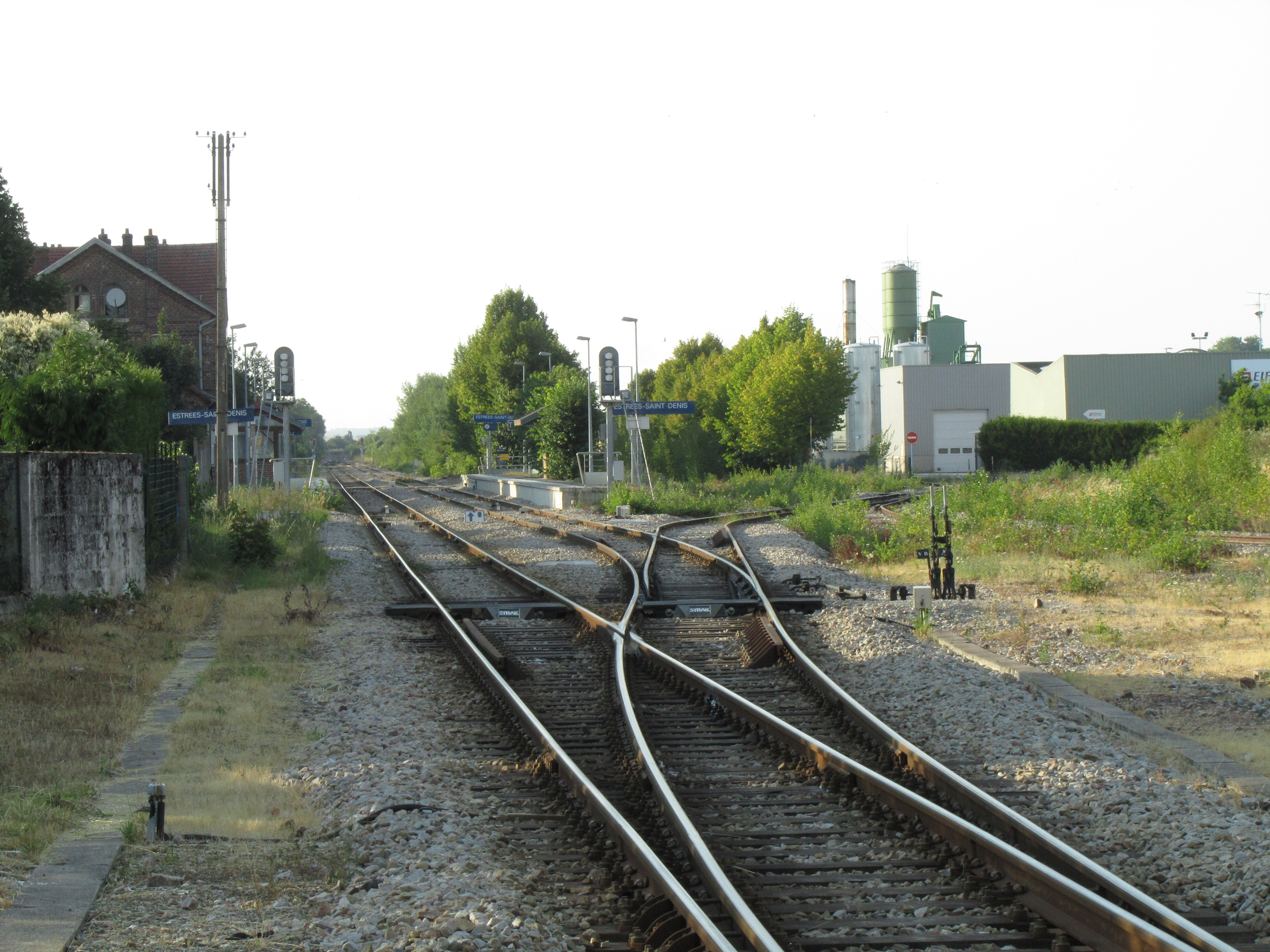
Sortie sud de la gare en 2015, montrant la voie d'évitement vers Compiègne et l'accès aux voies de marchandises.
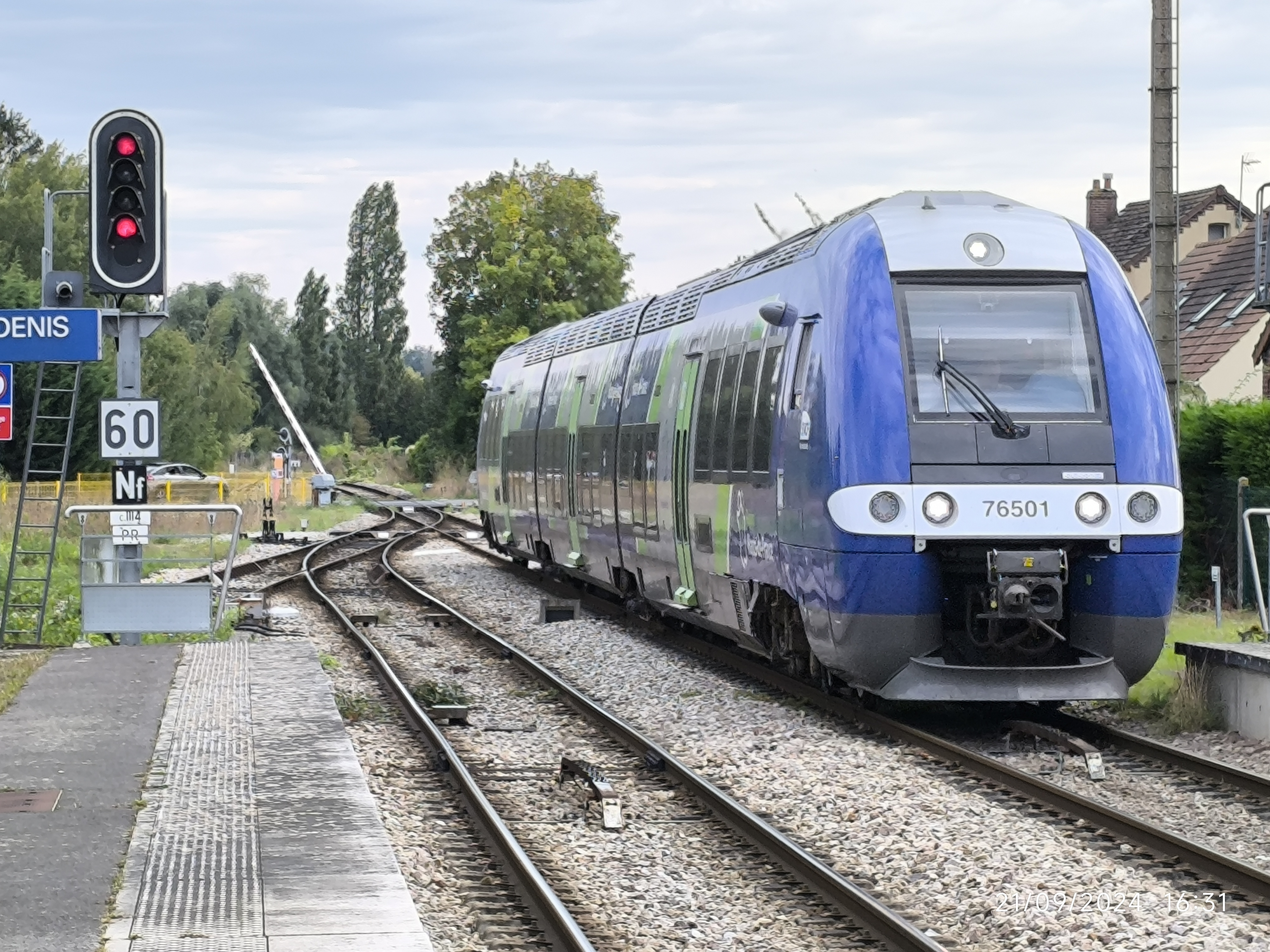
Arrivée d'un train de Compiègne  dans l'avant-gare sud.
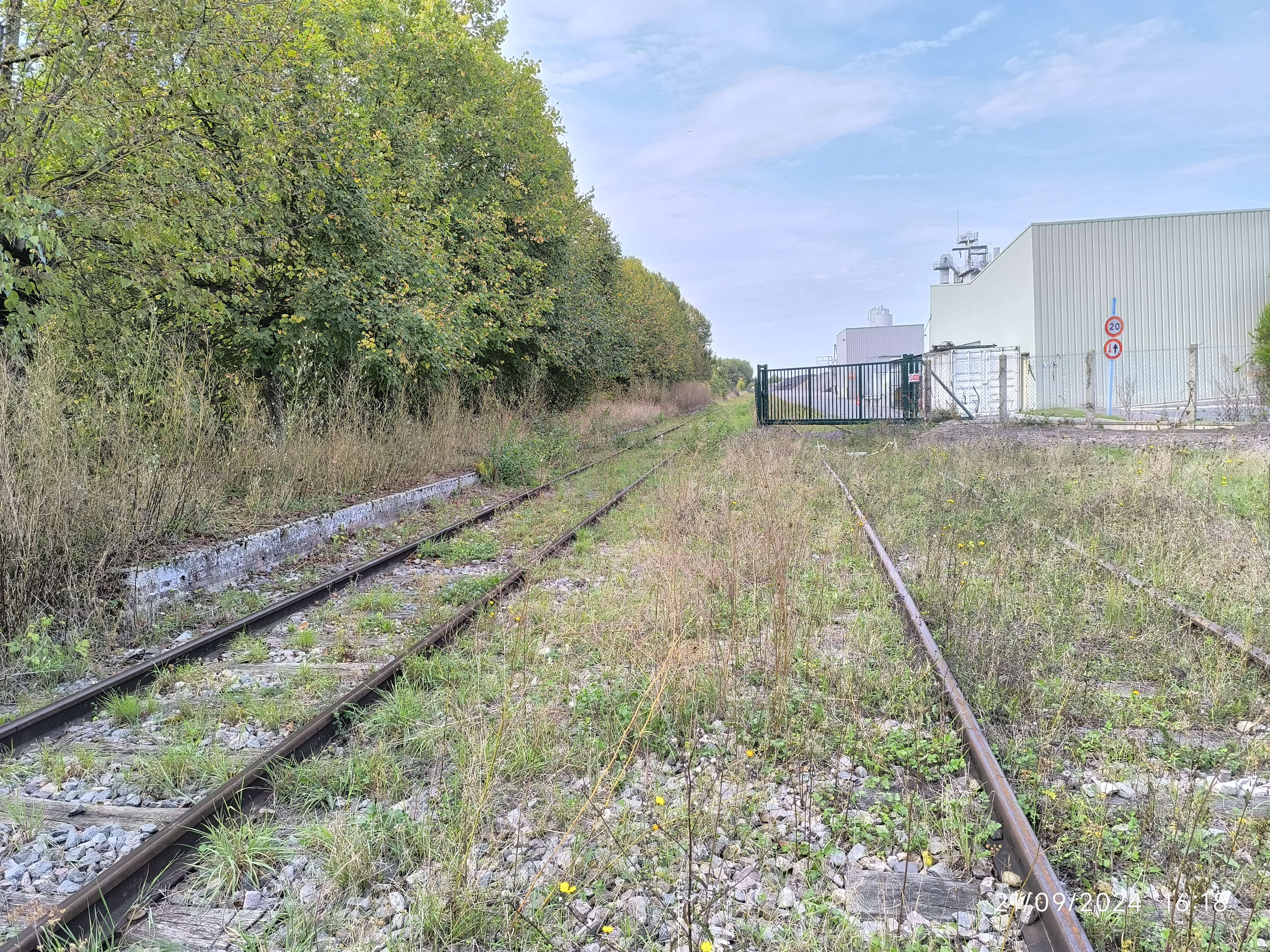
La voie marchandises le long d'un ancien quai et l'installation terminale embranchée d'une entreprise